# Lutz von Rosenberg Lipinsky
Lutz von Rosenberg Lipinsky (* 11. Dezember 1965 in Gütersloh) ist ein deutscher Kabarettist. Er arbeitet auch als Autor, Moderator und Regisseur.

## Leben
Lutz von Rosenberg Lipinsky studierte evangelische Theologie sowie Deutsche Sprache und Literatur an den Universitäten Münster, Marburg und Hamburg. Er besuchte den Kontaktstudiengang Popularmusik an der Hochschule für Musik und Theater in Hamburg. 
Ab Januar 1985 ging er mit der Kabarettgruppe „Die Spiegelfechter“ auf Tour, mit der er fünf Programme auf die Bühne brachte. Am 19. November 1989 startete er mit seinem ersten Solo, in den Jahren 1992 und 1993 war er am Deutschen Schauspielhaus in Hamburg engagiert. Im selben Jahr war er Mitorganisator des ersten bundesweiten Kabarettistinnenfestivals (Gründung der Frontfrauen). 1994 übernahm er Produktionsleitung, Dramaturgie und Regie des Stücks Uni Royal im Auftrag der Universität Hamburg zu deren Jubiläum. 1995 war er Autor & Darsteller des Stücks Liebestöter, erarbeitet im Auftrag des Kulturverbundes der Freien und Hansestadt Hamburg zum Deutschen Evangelischen Kirchentag.
1996 war er Mitautor und Regisseur von Veteranentreffen, erarbeitet im Auftrag der Stadt Halle (Westfalen) zu deren 750-jährigem Jubiläum. 1999 gründete er Die Musikalische Früherziehung und feierte die Premiere des Bandprogramms extra ordinaire – The Best Off! 2004 startete die erste eigene Radio-Comedy: Der Morgenmuffel. 2006 war er Autor und Regisseur von Dann macht es Bumm! – Die Fußballrevue.
Lutz von Rosenberg Lipinsky entwickelte darüber hinaus bisher elf kabarettistische Soloprogramme: Tadel verpflichtet (1989), Ernstfall – eine kabarettistische Kriegserklärung (1991), Germanisch Depressiv – kabarettistische Niederschläge (1993), Kommen und Gehen' Ein One-Night-Stand mit Schaulustigen' (1996), Der Feminist – ein Mann will nach unten (2002). Die Fußballcomedy Der letzte Mann – 90 Minuten über Frauen und Fußball' startete zur Fußball-Weltmeisterschaft 2006, aktualisierte Wiederaufnahmen gibt es alle zwei Jahre jeweils zur Europa- und Weltmeisterschaft. Sein Programm Gebrochen Deutsch stellte er 2008 anlässlich des Geburtstags der Bundesrepublik und des 20-jährigen Jahrestags des Mauerfalls zusammen. 2010 folgte Fürchtet Euch Nicht – von Angst und Freiheit. Das neunte Solo hatte Premiere im Oktober 2012: Angst. Macht. Spass. Eine kabarettistische Offenbarung. Seit 2014 ist der studierte Theologe auch mit dem muslimischen Kabarettisten Kerim Pamuk auf Tour und zeigt den interreligiösen Showkampf Brüder im Geiste – Kabarett zwischen Kreuz und Koran. 2023 folgte "GEMEINSAM SPALTEN - Kabarett zwischen Konflikt und Konfrontation". 2016 folgte das zehnte Solo WIR WERDEN ALLE STERBEN! Panik für Anfänger, im Herbst 2019 „DEMOKRATUR - Die Wahl der Qual“. Am 16.11.2023 feierte Lutz von Rosenberg Lipinsky in Hamburg Premiere mit dem aktuellen Solo "KEINE BEWEGUNG! Ein satirisches Workout". 
Für das Hamburger Theaterschiff schrieb und inszenierte er 2018 „Hamburger werden in 90 Minuten“ und 2022 die Fortsetzung „Hamburger werden - jetzt auch mit Speckgürtel“. Seit 2009 veranstaltet Lutz von Rosenberg Lipinsky zudem Die goldene Lachmöwe, den ersten schleswig-holsteinischen Comedypreis. Im Januar 2010 feierte er sein zwanzigjähriges Bühnenjubiläum mit dem Best-Of-Abend Alles War Gut in den Fliegenden Bauten Hamburg.
Seit 2006 schreibt Lutz von Rosenberg Lipinsky in loser Folge Fußball-Kolumnen im Hamburger Abendblatt, dem Berliner Kurier und im Fußballmagazin Kicker. Weitere Veröffentlichungen erfolgten unter anderem in Der kabarettistische Katechismus, Sex – von Spaß war nie die Rede, Wir danken für Ihr Verständnis – das Bahncomedybuch, Ein Leben ohne Fußball ist möglich, aber sinnlos, Wo Glaube ist, da ist auch Lachen – kabarettistische Leckerbissen zur Reformation. 2012 erschien im Carlsen Verlag sein erstes Buch namens Die 33 tollsten Ängste – und wie man sie bekommt. 2021 veröffentlichte der Herder Verlag Petri Heil – Christsein ohne Kirche.

## Regiearbeiten
- Hamburger Spottverein (Falsch Verbunden, Letzte Ausfahrt Schnelsen-Nord),
- Die Allergiker (Alles Im Wunderland),
- Frederic Hormuth (Schnell zur Sache, Nett war gestern, Runter kommen sie alle, Gestöhnt wird überall, Charaktersau sucht Trüffelschwein, Halt die Klappe, wir müssen reden,Bullshit ist kein Dünger),
- Marc Breuer (Meine Omma, Prinz Charles und ich, Die Ruhe weg),
- Anny Hartmann (Zu intelligent für Sex?)
- Ingo Börchers (newspeak, Das Blaue vom Himmel – ausgezeichnet mit dem Deutschen Kabarettpreis –, Wissen auf Rädern),
- Patrizia Moresco (Die Hölle des positiven Denkens, #lach_mich, Overkill),
- Dagmar Schönleber (Vierzig Fieber – zwischen Dope und Doppelherz, Respekt, Die Fels*in der Brandung, ENDLICH 50 ! So jung brechen wir nicht mehr zusammen")

## Schriften
- Die 33 tollsten Ängste ... und wie man sie bekommt, Verlag Carlsen, Hamburg 2011, ISBN 978-3-551-68245-1.
- Petri heil : Christsein ohne Kirche, Verlag Herder, Freiburg 2021, ISBN 978-3-451-39034-0.

## Sonstiges
Lutz von Rosenberg Lipinsky ist seit 2010 ständiges Mitglied im Ausschuss für Kunst und Kultur des Deutschen Evangelischen Kirchentages und Mitglied von dessen Präsidialversammlung. Außerdem ist er Botschafter der von Bodelschwinghsche Stiftungen Bethel. 

## Diskografie
- 1999 – Germanisch Depressiv – kabarettistische Niederschläge (CD, LURO)
- 2000 – Kommen & Gehen – Ein One Night Stand mit Schaulustigen (CD, WortArt)
- 2003 – Der Feminist – Ein Mann will nach unten (CD, WortArt)
- 2006 – Der letzte Mann – 90 Minuten über Frauen und Fußball (CD, Blue Fun)
- 2011 – Die 33 tollsten Ängste – und wie man sie bekommt (Buch, Carlsen)
- 2021 – Petri Heil - Christsein ohne Kirche (Buch, Herder)

## Auszeichnungen
- 1993 – Münchner Kleinkunstpreis und Passauer Scharfrichterbeil
- 1995 – St. Ingberter Pfanne und Reinheimer Satirelöwe
- 1996 – Kabarettpreis der Stadt Melsungen und Kleinkunstpreis der Stadt Wolfsburg